# Girls and Boys
Girls and Boys, è il secondo album della cantautrice statunitense Ingrid Michaelson. Autoprodotto esce il 16 maggio 2006, ma viene ripubblicato dalla Cabin 24, l'etichetta discografica della cantautrice, il 18 settembre 2007 in America, dove si è piazzato 63º in classifica. Secondo la Nielsen SoundScan ha venduto 278 000 copie in America.
Alcuni dei brani del cd sono stati utilizzati nella serie televisiva Grey's Anatomy.
Il video del singolo The Way I Am su YouTube ha ricevuto più di 9 milioni di visualizzazioni.

## Tracce
Tutti i brani sono scritti e composti dalla stessa Ingrid Michaelson
1. "Die Alone" – 4:21
2. "Masochist" – 4:11
3. "Breakable" – 3:09
4. "The Hat" – 3:45
5. "The Way I Am" – 2:15
6. "Overboard" – 4:06
7. "Glass" – 3:04
8. "Starting Now" – 4:52
9. "Corner of Your Heart" – 3:07
10. "December Baby" – 5:53
11. "Highway" – 3:50
12. "Far Away" – 3:03

## Classifiche
| Classifica        | Posizione raggiunta |
| ----------------- | ------------------- |
| Billboard 200     | 63                  |
| Heatseekers       | 1                   |
| Independent Album | 6                   |